# Tiny Rascal gang
Tiny Rascal gang (с англ. — «банда мелких мошенников») или TRG — базирующаяся в Лонг-Бич (Калифорния) уличная банда и организованная преступная группировка, состоящая из азиатов. ОПГ возникла в среде камбоджийских иммигрантов в Соединенные Штаты. TRG считается самой многочисленной азиатской уличной бандой в США. Большинство участников ОПГ являются камбоджийцами, также в TRG входят представители других азиатских народов.

## История
В 1975 году, после того, как Северный Вьетнам одержал победу в войне, в Калифорнию начали прибывать первые камбоджийские беженцы. Как и в случае со многими другими группами беженцев, из-за отсутствия знания культуры США и ограниченного владения английским языком камбоджийцы оказались в относительной изоляции. Общины камбоджийцев первоначально были враждебно приняты местными уличными бандами и часто рассматривались населением как изгои общества. В середине 1980-х годов в Лонг-Бич случилась драка между камбоджийским иммигрантом и латиноамериканским студентом, этот случай и положил начало формированию Tiny Rascal gang. С целью защиты другие молодые камбоджийские иммигранты создали несколько уличных банд. Из этих банд и была сформирована Tiny Rascal gang. Своим цветом участники ОПГ выбрали серый. Гангстеры Tiny Rascal gang совершили несколько тяжких насильственных преступлений. Некоторые участники TRG первоначально входили в конкурирующую банду Asian Boyz, и перешли в TRG из-за разногласий.

## Численность
Изначально камбоджийская банда, TRG позволили другим этническим группам присоединяться к группировке в начале 1990-х годов. Всего в группировке состоит около 10,000 участников. Также в 1990-х годах в TRG было разрешено вступать женщинам, и позже было сформировано женское отделение группировки под названием Lady Rascal gang (LRG). 
Как и в случае со многими другими преступными группировками, те люди, которые собирается вступить в TRG, должны сначала подвергнуться испытанию, в котором они подвергаются избиению другими участниками ОПГ или откладывают это избиение на определенное количество времени.

## Деятельность группировки
Группировка занимается многими видами преступной деятельности, самыми распространенными из которых являются вымогательство, грабежи, кражи и убийства. В то время как молодые участники TRG вовлечены главным образом в уличные и мелкие преступления, бандиты старшего возраста участвуют в серьезной организованной преступной деятельности. Более старые составы поддерживают деловые отношения с подобными составами юго-восточной азиатской группировки Asian Boyz. Также Tiny Rascal gang заключила союзы с некоторыми китайскими триадами, такими как базирующаяся в Нью-Йорке триада «Призрачные Тени». TRG в союзе с Asian Boyz ведут совместную преступную деятельность, такую как крупномасштабные операции по перевозке наркотиков, торговля оружием, сутенерство и незаконная азартные игры. 
Противниками Tiny Rascal gang являются группировки Exotic Family City Crips, Suicidal Town Crips, Barrio Pobre, Barrio Small Town, Vietnamese Boyz. Также у Tiny Rascal gang была долгая вражда с латиноамериканской бандой Лонг-Бич Ист-Сайд Лонгос.